# Baranyai István
Baranyai István (Szépmező, 1899. április 24. – ?) katolikus pap, zenekritikus.

## Életútja
Középiskoláit és főiskolai tanulmányait Nagyváradon végezte. Utoljára Tasnádon volt katolikus plébános. Társadalmi írásai az Őrszem, A Hírnök, Vasárnap c. folyóiratokban s aradi napilapokban jelentek meg. Éveken át volt az Aradi Közlöny zenekritikusa: krónikáiban, cikkeiben a modern zenei törekvések mellett foglalt állást. Zeneesztétikai munkája: Zene és morál (Arad 1926).